# 馮氏玉然
馮氏玉然（越南语：／，1751年—1779年），越南鄭阮紛爭時期鄭主晏都王鄭槰的淑妃。
馮氏玉然是山西安乐屋筹社人，是匡君公的女兒。馮氏玉然出生于辛未年（景兴十二年、1751年）八月十五，為鄭槰生下兒子宪郡公郑栻、槏郡公郑槏，女儿郡主郑氏玉榕、郑氏玉银。己亥年（景兴四十年、1779年）十一月初一日，馮氏玉然去世，时年二十九岁。諡庄洁，一作端洁，尊封为温容懿德淑妃。